# 2015年の口永良部島噴火
2015年の口永良部島噴火（2015ねんのくちのえらぶじまふんか）では、2015年5月29日9時59分（日本時間）鹿児島県屋久島町の口永良部島（標高657メートル）の噴火において、被害状況及び方面への影響について説明する。
気象庁は、この噴火を「平成２７年口永良部島噴火」と命名している。

## 噴火活動の概要

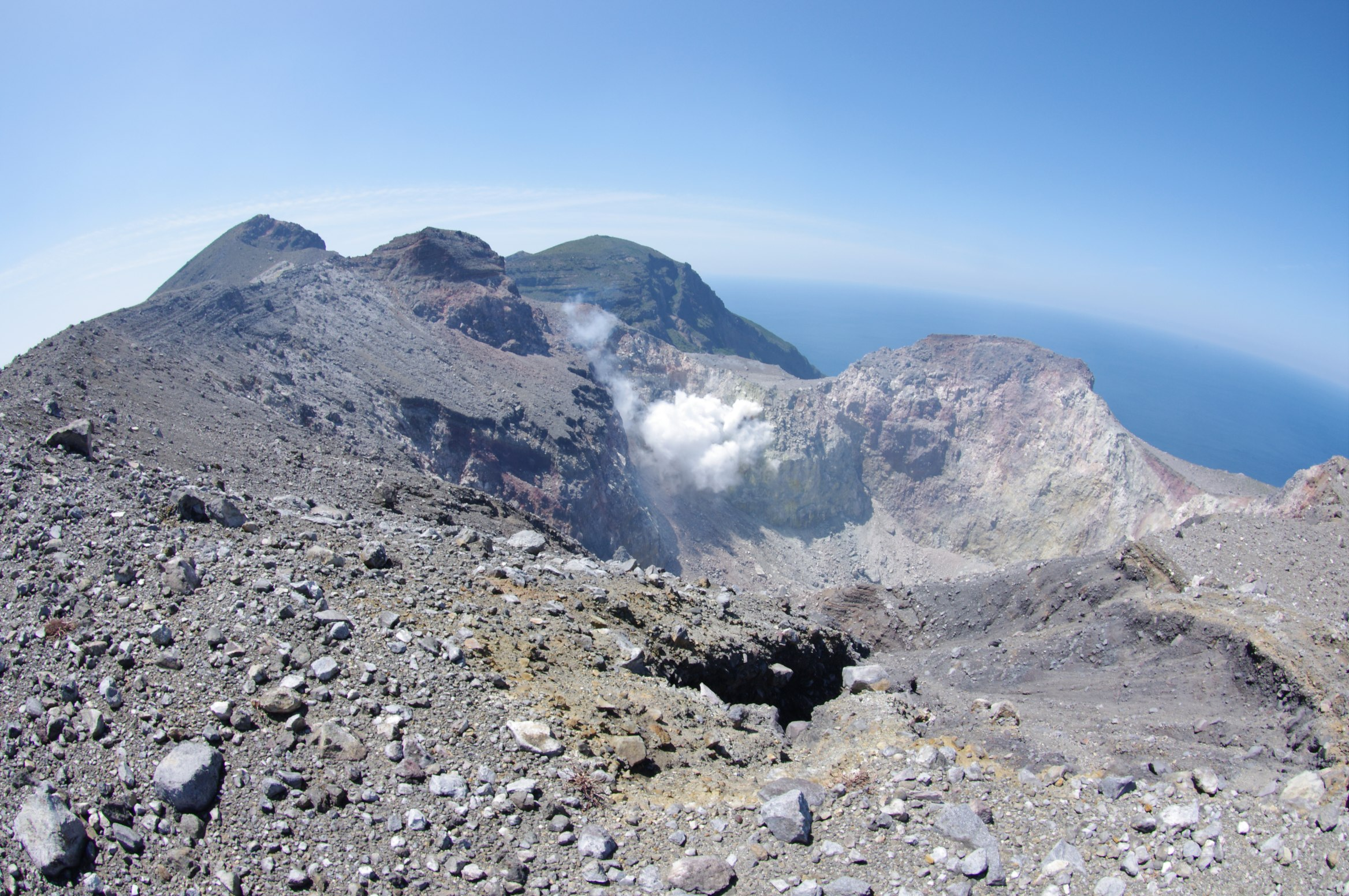
平常時の新岳火口（2013年撮影）

2015年5月29日9時59分、新岳から噴火し、噴煙が火口から約10,000メートルの高さまで達した。向江浜地区で犬の散歩をしていた男性がやけどをし、番屋ヶ峯（ばんやがみね）の避難所に避難した。この噴火で気象庁は10時7分に噴火警報を発表し、噴火警戒レベルを3（入山規制）から最高レベルの5（避難）に引き上げた。気象庁が噴火警報を発表したのは、2007年12月1日に噴火警戒レベルが導入されて以来初めてである。
主要要素
噴火時刻 - 2015年5月29日 9時59分38秒
噴火様式 - マグマ水蒸気噴火
噴煙高度 - 火口から最大約10,000メートル
推定噴出量 - 推計中

### 火砕流
噴火に伴い火砕流が発生。新岳の火口からほぼ全方角に広がり、西側と北西側の向江浜地区では海岸まで到達した。火砕流の速さは最大で時速140kmと推計された。前田地区方向に走流した火砕流は、手前の地形でせき止められ、犠牲者は出なかった。また、最も遠方に達した南西方向に走流した火砕流は海上を1km程度前進した。

## 時系列
- 2015年5月29日
  - 9時59分 - 新岳から噴火。
  - 10時7分 - 気象庁が噴火警報を発表し、噴火警戒レベルを3（入山規制）から5（避難）に引き上げ。
  - 10時15分 - 屋久島町が島全域に島外への避難指示。
  - 10時30分 - 鹿児島県知事から総務省消防庁に緊急消防援助隊の派遣要請があり宮崎県・高知県・福岡市消防局に対して派遣指示。

宮崎県防災航空隊・高知県消防防災航空隊・福岡市消防局から消防防災航空隊及び指揮支援隊が派遣された[9]。
  - 10時40分 - 鹿児島県が自衛隊に災害派遣を要請し自衛隊が出動[10]、2015年6月1日に撤収。
  - 12時30分 - 鹿児島県の消防防災ヘリコプターにより3名（熱傷者、体調不良者、添乗者）を搬送[9]。
  - 15時前 - 海上保安庁が火口から半径約3.7キロメートルの海域に航行警報発令。
  - 15時40分 - 同島本村港より屋久島町営フェリー太陽にて避難先である屋久島に向け全島民避難（一部島民は所有漁船にて屋久島へ避難）。
  - 17時32分 - 屋久島宮之浦港に屋久島町営フェリー太陽が到着。同時に各避難施設へと島民は避難した。
- 5月30日
  - 気象庁の火山噴火予知連絡会拡大幹事会が開かれ、新岳の爆発について「マグマ水蒸気噴火」との見解をまとめ、島民の避難期間が年単位に及ぶ可能性が指摘される[11]。
- 6月1日
  - 口永良部島にある金岳小中学校の児童生徒13人が屋久島町宮之浦の宮浦小学校と中央中学校に初登校[12]。
  - 全島避難している住民の代表11人を含む29人が一時帰島し、防火・防犯対策のほか家畜への給餌などを実施[13]。
- 6月2日
  - 口永良部島全域で停電が発生[14]し、火山観測機器等への障害が発生。
- 6月3日
  - 屋久島町が仮設住宅を建設する方針を決定[15]。
- 6月4日
  - 停電がほぼ復旧し、火山観測データの送信が再開[16]。
- 6月9日
  - 災害救助法を噴火発生日まで遡って適用することを鹿児島県が告示[17]。
  - 災害救助法の適用を受けて総務省が屋久島町に対して普通交付税の一部を前倒しで交付することを決定[18]。
- 6月11日
  - 避難所に避難する住民の一部が屋久島町が用意した町営住宅への入居を開始[19]。
- 6月13日
  - 安倍晋三首相が避難所になっている屋久島の福祉施設や公民館を訪問[20]。
- 6月18日
  - 12時17分、2回目の噴火。天候不良のため噴煙の状況は不明、空振を観測[21]。この噴火で島内全域が停電していることなどから、屋久島町は島民の一時帰島を当面見合わせることとした[22]。
- 6月19日
  - 9時43分、3回目の噴火。新岳で有色の噴煙が火口から200mの高さまで上がり、その後、北東に流された[23]。
- 8月1日
  - 全島避難した住民のうち27世帯47人が屋久島町宮之浦の仮設住宅に入居し、避難住民の公営住宅、民間住宅、仮設住宅への入居が完了し、町内2か所の避難所が閉鎖された[24]。
- 10月21日
  - 気象庁が噴火警戒レベル5（避難）を継続しつつ、警戒範囲を新岳火口から概ね2kmの範囲（西側は概ね2.5kmの範囲）とすることを発表[25]。
- 12月25日
  - 屋久島町が島内の一部地域（前田地区・向江浜地区・寝待地区）を除き避難指示を解除[26]。
- 2016年6月14日
  - 気象庁が噴火警戒レベルを5（避難）から3（入山規制）に引き下げ[27]。
- 6月25日
  - 屋久島町が寝待地区を除き避難指示を解除[26]、新岳火口から2km及び向江浜地区・七釜地区の一部に警戒区域を設定[28]。

## 影響

### 交通機関

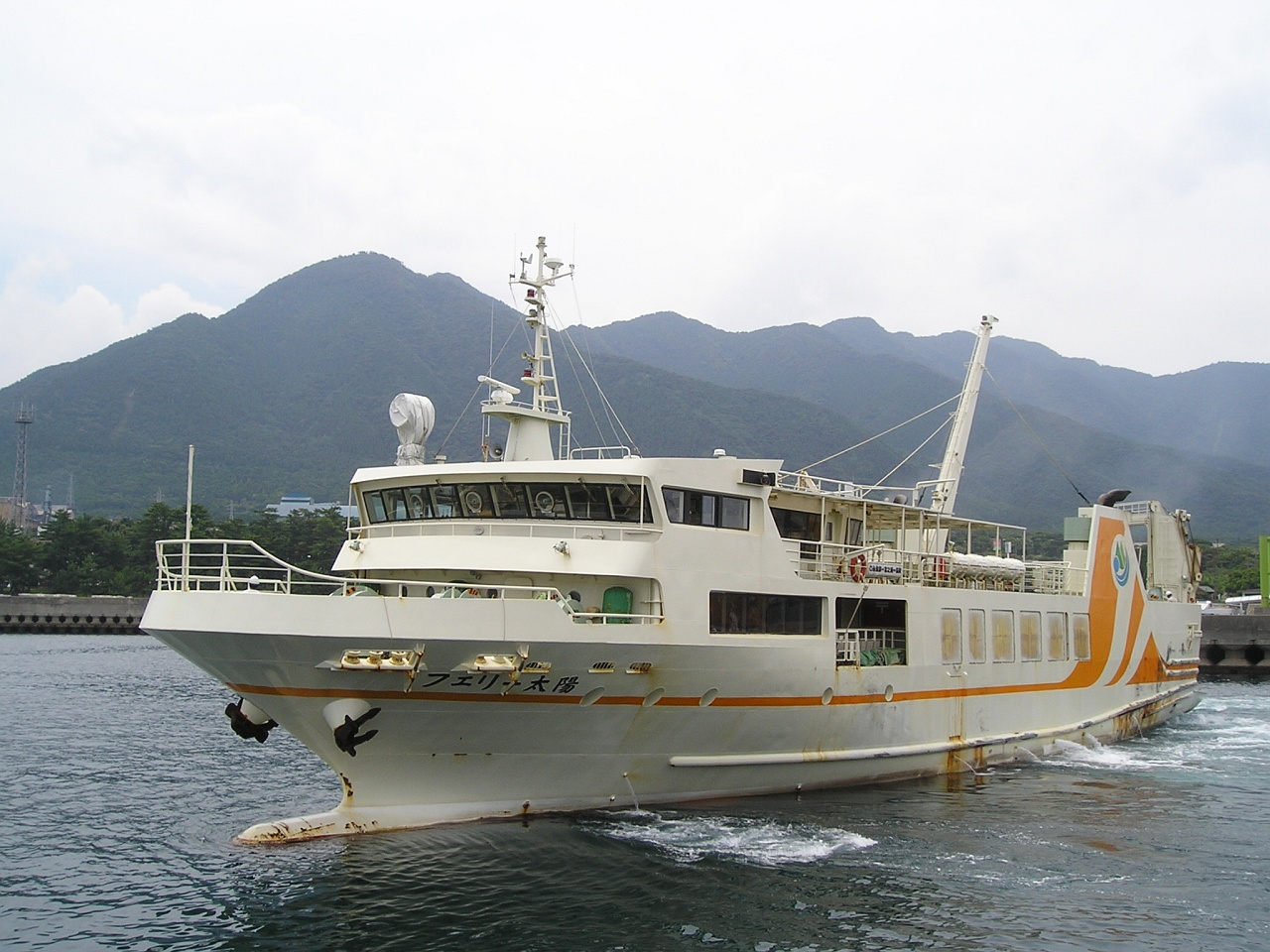
島民搬送の救援に使用されたフェリー太陽（2008年撮影）

フェリー
口永良部島と外部への唯一の交通には本村港と屋久島の宮之浦港、種子島の島間港とを結んでいる屋久島町営のフェリー太陽が就航している。5月29日の噴火時に島間港から宮之浦港へ向かっていたフェリー太陽は通常の運航を取り止め、島民搬送の救援のため口永良部島の本村港へ急遽向かった。フェリー太陽は本村港への接岸の安全を確認した後14時40分頃に入港、15時40分頃には避難する島民を乗せて宮之浦港へ向けて出発し、17時32分に屋久島宮之浦港に到着した。またこの際に国土交通省九州運輸局は、屋久島町から出された島民避難時のフェリー太陽の定員を通常の100人から150人とする増員申請を特例で許可した。
島の東側にある湯向地区へは海上保安庁の巡視船「さつま」が救援へ向かい、取り残された島民7名を救援した。
航空路線
口永良部島付近は国内線では沖縄県地方と鹿児島県奄美地方、国際線では日本国内の各都市から東南アジアや香港とマカオを含めた中国華南地域、台湾など各方面への航空路に近い場所にあり、今後の火山活動によっては航路の変更などの影響が懸念される。運行にあたり噴煙に対して航空機への警告が出され一部の便で飛行経路の変更などを行ったが、5月29日の噴火による航空機や航空路への深刻な影響は見られていない。
なお口永良部島に空港はないが、北部の折崎岬に位置する口永良部ヘリポート（場外離着陸場）を使用し、鹿児島県の消防防災ヘリコプターが負傷者など計3名を屋久島まで搬送した（5月29日）。